# Christianskirken (Lyngby-Taarbæk Kommune)
 For alternative betydninger, se Christianskirken. (Se også artikler, som begynder med Christianskirken)
Christianskirken er en kirke beliggende i Christians Sogn i Kongens Lyngby, som blev opført i 1941. I samme bydel ligger også Lyngby Kirke.

## Historie
I 1934 blev der nedsat en kirkekomite, der skulle undersøge mulighederne for at få udskilt et nyt sogn fra det meget store Kongens Lyngby Sogn. Dette nye sogn skulle dække området vest for jernbanen. I 1936 fik man af undervisningsministeriet lov til to gange om måneden at afholde kristendomsundervisning i sanglokalet på Lyngby Statsskole. I 1937 begyndte man at holde gudstjenester i et kælderlokale under Engelsborgskolen, men her måtte hverken holdes dåb, nadver eller andre kirkelige handlinger.
I løbet af syv år fra 1934 fik man samlet 130.000 kr sammen, og i 1939 kunne man så købe kirkegrunden af kommunen formedelst 5000 kr. En arkitektkonkurrence gav mange og ophedede diskussioner, men endte med den kirke, der findes nu. Konkurrencen blev vundet af arkitekterne Jacob E. Bang og Erik Jensen.
Kirken kom færdigbygget til at koste kr. 235.000, hvoraf godt halvdelen var indsamlet frivilligt, og 3. søndag i advent 1941 kunne man indvie kirken under overværelse af kong Christian 10., der har givet navn til kirken.

## Kirkebygningen
Sognegården, der blev taget i brug i 1982, beskytter kirken mod gadestøjen, og minder om en klosterhave. Sognegårdsfløjen og forbindelsesgangen til kirken markerer ønsket om at mildne de oprindeligt meget strenge linjer med rundbuede vinduer, men stadigt at bevare en helhed.

## Inventar
Kirken har et rosevindue, udarbejdet i 1960 af Mogens Jørgensen, kaldt "Himmelrosen". Altertavlen er fra 1966 og fremstiller treenigheden. Døbefonten, der er udført i bornholmsk granit, er formet som en fortøjningspullert. Bornholmeraleren Poul Høm har malet det store kors, der hænger over alteret. På det murede alterbord står et sølvkors, skænket af Christian X og Dronning Alexandrine. Orglet er bygget i 1945 af Frobenius Orgelbyggeri og har 33 stemmer.

## Galleri
- Set udefra
- Prædikestolen og kororgelet, der blev taget i brug Pinsedag 2002
- Orgelet set fra alteret. Orgelet er på 34 stemmer og er bygget af Frobenius og Sønner i 1943.
- Himmelrosen
- Detalje fra forrige billede

## Eksterne kilder og henvisninger
- Christianskirken Arkiveret 31. januar 2011 hos  Wayback Machine hos nordenskirker.dk
- Christianskirken hos KortTilKirken.dk